# Julius Goltermann
Julius Goltermann (* 15. Juli 1823 in Hamburg; † 4. April 1876 in Stuttgart) war ein deutscher Cellist und Komponist.

## Leben
Goltermann, als Sohn des Musikers Johann David Heinrich Goltermann geboren, bildete mit Prell (Vater und Sohn) und den Brüdern Lee die sogenannte Hamburger Schule des Violoncello-Spiels. Er war Schüler von Friedrich August Kummer und hatte die Position des ersten Cellisten des Hamburger Stadttheaters inne, war aber auch gesuchter Solist. Von 1850 bis 1862 hatte er eine Professur am Prager Konservatorium inne. Aus seiner Violoncelloklasse gingen unter anderem Julius Cabisius und David Popper hervor. Anschließend wurde er als Solocellist an die Hofkapelle Stuttgart berufen, wo er aber bereits 1870 in den Ruhestand trat.
1862 wurde Goltermann in der Freimaurerloge Zu den 3 Cedern in Stuttgart zum Freimaurer aufgenommen.

## Werk
Goltermann stand stets im Schatten seines Namenskollegen Georg Goltermann, mit dem er häufig, auch in der Literatur, verwechselt wird. Im Druck sind nur wenige Werke überliefert, beispielsweise die Souvenirs de Bellini.